# Château de Vlajkovac
Le château de Vlajkovac (en serbe cyrillique : Дворац у Влајковцу ; en serbe latin : Dvorac u Vlajkovcu) est situé à Vlajkovac, dans la province de Voïvodine, dans la municipalité de Vršac et dans le district du Banat méridional, en Serbie. Il est inscrit sur la liste des monuments culturels de grande importance de la république de Serbie (identifiant no SK 1438).
Le château est également connu sous le nom de « château Bissingen ».

## Historique
Le château a été construit en 1859 pour le comte György Mocsonyi sur ses terres de Vlajkovac,. Par son mariage en 1888, la comtesse Georgina Mocsonyi l'a apporté en dot à la noble famille austro-hongroise des Bissingen-Nippenburg qui l'a conservé jusqu'à la fin de la Seconde Guerre mondiale, moment où il a été confisqué.

## Château
Le bâtiment est constitué d'un rez-de-chaussée et d'un étage ; de style néo-classique, il s'inscrit dans un plan rectangulaire marqué par la symétrie, à l'extérieur comme à l'intérieur,. La façade donnant sur le parc, monumentale, est dotée d'un grand porche central et, de part et d'autre de cette avancée, se trouvent des terrasses en fer forgé soutenu par des colonnes en fer ; au-dessus de l'entrée, à l'étage, s'ouvre une grande salle d'apparat ; au-dessus, s'étend une corniche, un attique avec une balustrade et une niche contenant le blason de la famille Bissingen-Nippenburg ; l'avancée centrale est couronnée par un toit pyramidal surmonté par un bulbe.
La façade principale est plus simple. Elle est dotée d'un porche avec une terrasse close par une balustrade. Toutes les façades disposent de niches qui, autrefois, abritaient des statues,. Beaucoup de décorations, à l'intérieur comme à l'extérieur, sont constituées de fer forgé ou de fonte,.